# Guibourtia
Guibourtia Benn., 1857 è un genere di piante della famiglia delle Fabacee (sottofamiglia Detarioideae).

## Distribuzione e habitat
Il genere ha un areale disgiunto che comprende le regioni tropicali del Sud America (2 specie) e dell'Africa (13 specie).
Si incontrano in paludi o foreste inondate periodicamente, così come vicino a fiumi o laghi.

## Tassonomia
Il genere comprende le seguenti specie:
Africa
- Guibourtia arnoldiana (De Wild. & T.Durand) J.Léonard
- Guibourtia carrissoana (M.A.Exell) J.Léonard
- Guibourtia coleosperma (Benth.) J.Léonard
- Guibourtia conjugata (Bolle) J.Léonard
- Guibourtia copallifera Benn.
- Guibourtia demeusei (Harms) J.Léonard - Bubinga, kevazingo
- Guibourtia dinklagei (Harms) J.Léonard
- Guibourtia ehie (A.Chev.) J.Léonard - Noce daniela, ovangkol
- Guibourtia leonensis J.Léonard
- Guibourtia pellegriniana J.Léonard - Bubinga, kevazingo
- Guibourtia schliebenii (Harms) J.Léonard
- Guibourtia sousae J.Léonard
- Guibourtia tessmannii (Harms) J.Léonard - Bubinga, kevazingo

Sud America
- Guibourtia chodatiana (Hassl.) J.Léonard
- Guibourtia hymenaefolia (Moric.) J.Léonard